# Гершуни, Владимир Львович
Владимир Львович Гершуни (18 марта 1930, Москва — 17 сентября 1994, там же) — советский диссидент, правозащитник, публицист; советский и российский поэт. Внучатый племянник революционера Григория Гершуни.

## Биография
Часть детства Владимир Гершуни провёл в детском доме. До этого, с братом Гришей и сестрами Раей, Кларой и Розой жил в доме, на том месте, где позднее построили гостиницу «Россия» (сейчас парк «Зарядье»). В 1947 году с одноклассником начал создавать подпольную организацию, «направленную на восстановление попранных Сталиным ленинских принципов». Уже третий участник группы выдал их властям, был арестован по обвинению в создании молодёжной подпольной организации и осуждён на 10 лет лагерей. В лагере познакомился с Солженицыным. Освобождён в 1955 году, работал каменщиком. 
Вращался в литературных кругах, где познакомился с авторами самиздата и будущими диссидентами. В 1960-е годы примкнул к правозащитному движению, подписал ряд коллективных писем, в том числе поддержал первое письмо Инициативной группы по защите прав человека в СССР (20.05.1969). Был активным сборщиком материалов и подбора людей-очевидцев для книги Александра Солженицына «Архипелаг ГУЛАГ». Во втором издании книги ему посвящена главка «Владимир Гершуни». Вошёл в число тайных помощников Солженицына (невидимок) и в круг свидетелей «Архипелага ГУЛАГ». Познакомил А. И. Солженицына с М. П. Якубовичем, единственным участником показательных процессов, дожившим до времени написания «Архипелага». 
В 1969 году Гершуни был повторно арестован, обвинялся по ст. 190-1 УК РСФСР. Находясь в Бутырской тюрьме, 55 дней держал голодовку. Психиатрическая экспертиза в Институте имени Сербского признала Гершуни невменяемым, его направили на принудительное лечение в Орловскую специальную психиатрическую больницу, где пребывал с декабря 1970 по апрель 1974 года. Получал инъекции аминазина и галоперидола.
Во время случайной встречи в Институте имени Сербского с П. Григоренко Гершуни передал ему ряд сведений о врачах и других политических узниках Орловской спецпсихбольницы, благодаря чему эта информация была опубликована в «Хронике текущих событий» (выпуск 19). Затем Гершуни был переведён в психиатрическую больницу № 13 (Москва), откуда его выписали в октябре 1974 года. Работал на жировом комбинате, в строительных организациях, сторожем.
Участвовал в работе руководимого В. Абрамкиным молодёжного литературного клуба «Воскресенья». В 1976—1982 годах Гершуни опубликовал под псевдонимом В. Львов более 200 материалов в московских газетах и журналах (статьи и заметки по фольклористике, лингвистике, книговедению, остроты и каламбуры).
С начала 1978 года участвовал в сборе материалов для самиздатского литературно-публицистического журнала «Поиски», с № 3 (октябрь 1978) входил в его редколлегию. Вёл в журнале литературный раздел, в котором публиковал свои авангардистские стихи и публицистику.
В 1978 году член Королевского колледжа  психиатров (Великобритания) доктор Гарри Лоубер, посетив Москву и освидетельствовав девять советских политических инакомыслящих, в том числе и Гершуни, пришёл к выводу об отсутствии у них признаков психических заболеваний, которые требовали бы обязательного лечения на текущий момент или в прошлом.
С 1978 года Гершуни являлся членом Свободного межпрофессионального объединения трудящихся (СМОТ), в 1980—1982 — членом редколлегии информационного бюллетеня СМОТ. С июля 1981 года входил в советскую секцию организации «Международная амнистия».
Постоянно подвергался внесудебным преследованиям: домашним арестам, допросам и профилактическим беседам. На время Московской Олимпиады, проходившей с июля по август 1980 года, был вновь помещён в психиатрическую больницу.
В июне 1982 года в третий раз арестован за издание информационного бюллетеня СМОТ и обвинён по статье 190-1 УК РСФСР. Был помещён в специализированную психиатрическую больницу в Благовещенске, затем в городе Талгар Алма-Атинской области (до декабря 1987 года).
После освобождения занимался восстановлением памяти о забытых и репрессированных писателях и поэтах. Был постоянным сотрудником газеты «Экспресс-Хроника», участвовал в литературной жизни Москвы, занимался лингвистикой.
Умер 17 сентября 1994 года, похоронен на Востряковском кладбище.
В качестве литератора наиболее известен своими палиндромами: по словам самого Гершуни,

В период триумфального шествия нашей политпсихиатрии (1969—1974 годы) автор убедился, что для здорового человека, надолго помещенного в жёлтый дом, составление перевертней — лучший способ спастись от сумасшествия. Эти упражнения, интеллектуальные, почти как шахматы, и азартные, почти как карты, до отказа заполняют досуг, стерилизуют сознание от всего, что могло бы ему повредить, перестраивают структуру мышления таким образом, чтобы оно было постоянно и прочно избавлено от изнуряющей его губительной зацикленности на ближнесущных проблемах, которая для зэка спецпсихтюрьмы может стать причиной духовной, моральной, а то и психической катастрофы.

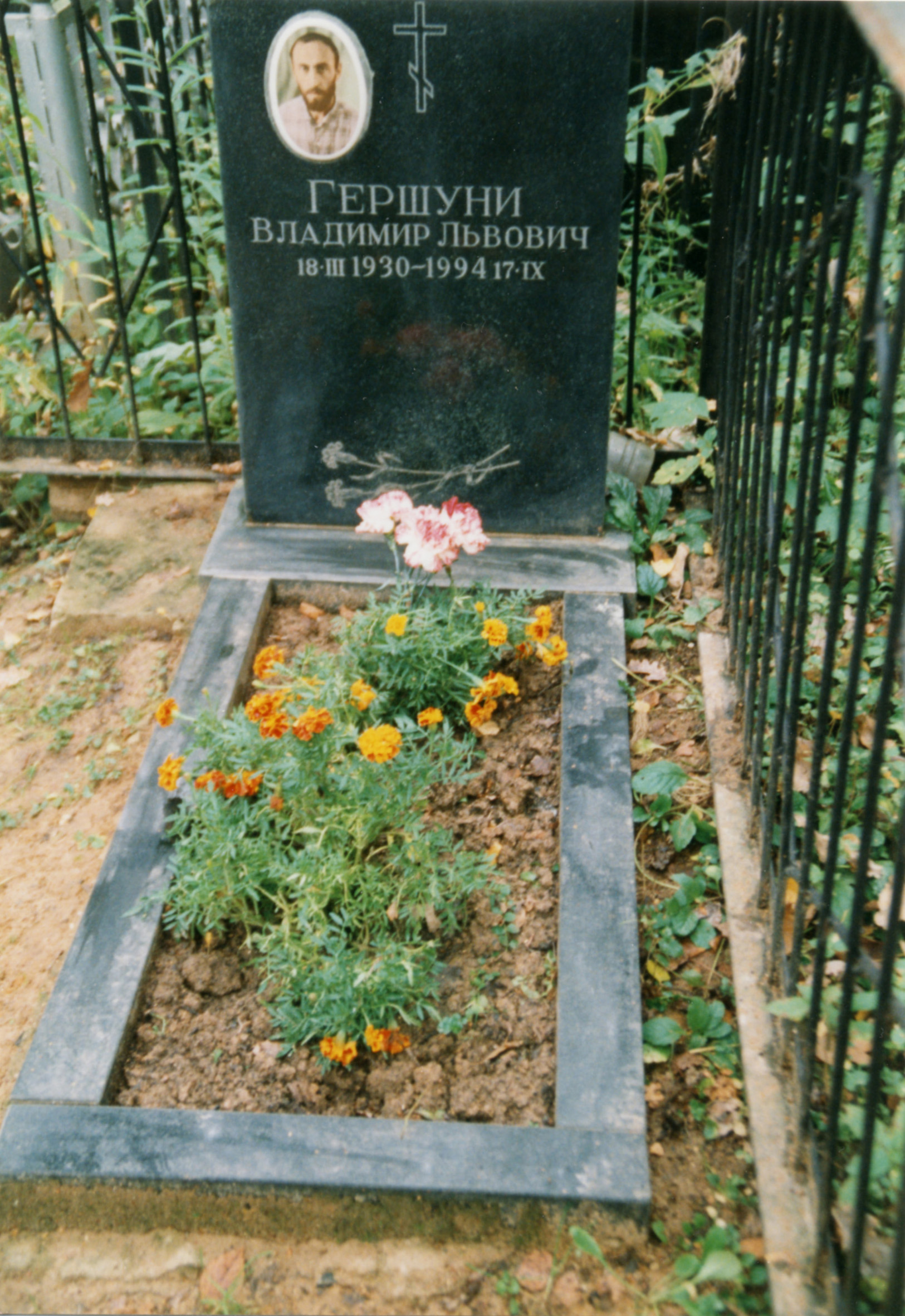
Могила В. Л. Гершуни на Востряковском кладбище